# 選択的アンドロゲン受容体分解薬
選択的アンドロゲン受容体分解薬（Selective androgen receptor degrader）または選択的アンドロゲン受容体発現低下薬（Selective androgen receptor downregulator）（SARD）とは、アンドロゲン受容体（AR）と相互作用し、ARを分解して作用を低下させる薬剤の一種である。前立腺癌やその他のアンドロゲン依存性疾患の治療薬として研究されている。
2020年現在、SARDであるジメチルクルクミン（ASC-J9）は、尋常性痤瘡の治療薬として開発中である他、男性型脱毛症、脊髄性筋萎縮症、創傷の前臨床試験が実施中である。

## 参考資料
1. ↑  “選択的アンドロゲン受容体分解剤(SARD)リガンドおよびその使用方法 | Patent Information | J-GLOBAL”. jglobal.jst.go.jp. 2024年2月5日閲覧。
2. 1 2  Lai, AC; Crews, CM (25 November 2016). “Induced protein degradation: an emerging drug discovery paradigm.”. Nature Reviews. Drug Discovery 16 (2):  101–114. doi:10.1038/nrd.2016.211. PMC 5684876. PMID 27885283.
3. ↑  “ASCJ 9 - AdisInsight”. 2022年1月1日閲覧。